# Старый собор (Брешиа)

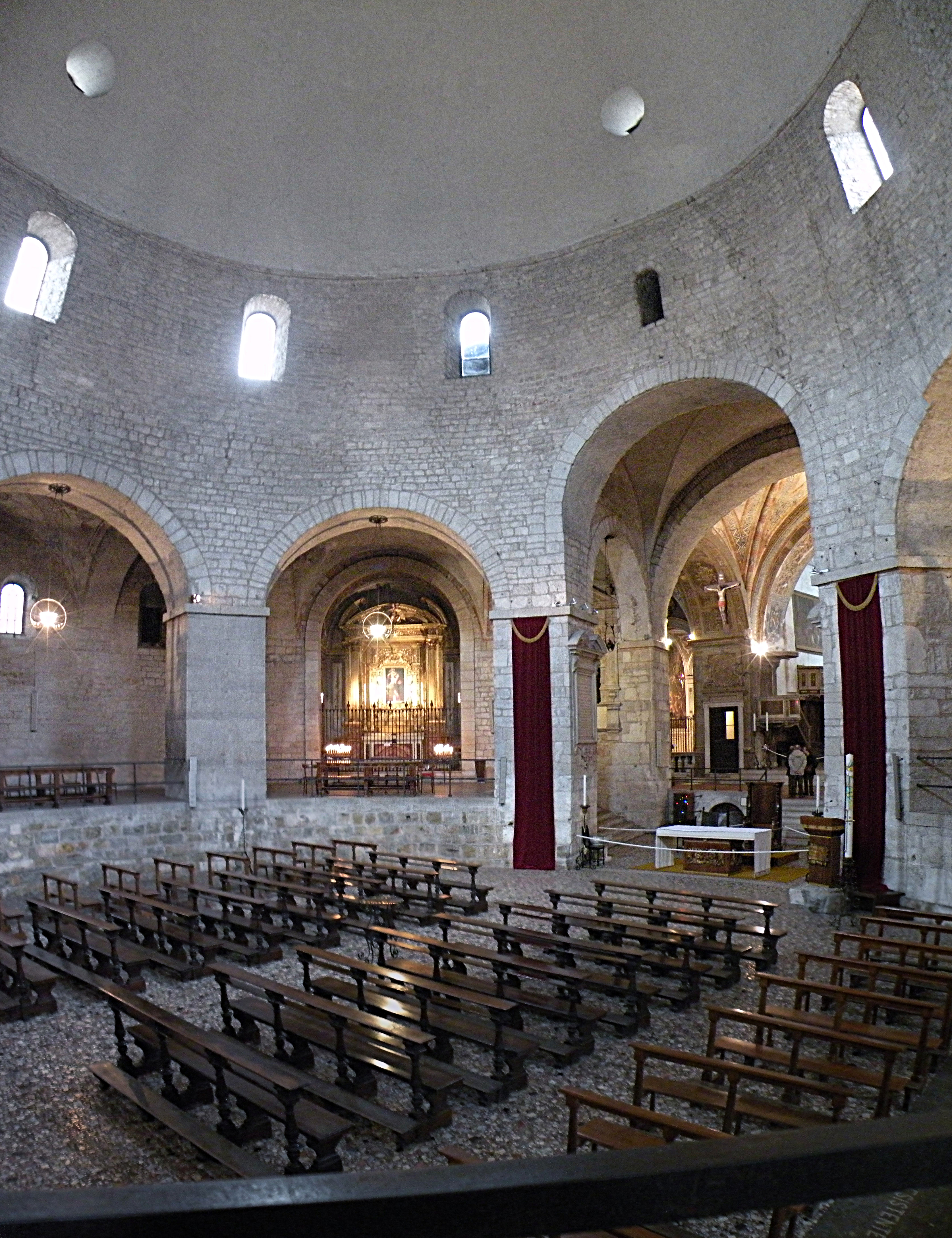
Интерьер ротонды

Старый собор, называемый также La Rotonda, — римско-католическая церковь в городе Брешиа, Ломбардия, один из наиболее ярких в Италии образцов романской круглой церкви XII века. Посвящён Вознесению Девы Марии; в Брешии считается зимним собором, тогда как расположенный рядом Новый собор XVII—XIX веков (с тем же названием) — летний. Несмотря на ряд изменений и достроек, здание до настоящего времени сохранило свою первоначальную структуру собора-ротонды, что делает его исключительно ценным памятником архитектуры.
Собор был построен в первой половине XII века на месте раннехристианской базилики Санта-Мария-Маджоре, известной с VI века. Это была простая прямоугольная постройка с одним нефом под двускатной крышей, которая, вероятно, сгорела в пожаре 1095 года. От неё остался склеп святого Филастрия VIII века, ныне он в крипте Старого собора, а также небольшие участки мозаичного пола.
В XV веке к ротонде пристроили сзади пресвитерий и абсиду, а в первой половине XVI века там же сформирован трансепт. Перед собором, где теперь главный вход, стояла колокольня, но она рухнула в 1708 году при неудачной попытке её реконструкции. В XIX веке Луиджи Арчионе провёл большую работу по реставрации Старого собора с избавлением от хаотических пристроек и позднейших наслоений и восстановлением его исторического облика.
Собор возведён из крупных блоков местного камня, стены снаружи не обработаны. Они прорезаны тремя уровнями окон с полуциркульным завершением — первый в деамбулатории, второй — у основания ротонды и третий, с наиболее часто расположенными проёмами, — под самой крышей. Цилиндрическая стена церкви украшена римичным рисунком тонких пилястр, увенчанных терракотовым арочным фризом, типичным для романской архитектуры начала тысячелетия. Современный главный вход в собор оформлен достаточно скромным барочным порталом 1571 года. С правой стороны собора раскопана площадка, соответствующая уровню мостовой XII века, здесь можно видеть один из древних входов; другой — на противоположной стороне — ныне погребён под культурным слоем.
Войдя в собор через главный вход, гость оказывается на возвышении, с которого хорошо просматривается как интерьер самой ротонды, так и алтарная часть. По бокам портала можно видеть две лестницы, когда-то поднимавшиеся на колокольню; эти пролёты с романскими колоннами были обнаружены при реставрации XIX века. Другие лестницы XVI века ведут вниз — в деамбулаторий, пол которого в наше время значительно ниже уровня улицы. Деамбулаторий отделён от основного цилиндрического зала восемью крупными колоннами и арками, несущими сферический купол ротонды.
В интерьере собора сохранились фрески XIII века и множество живописных работ, в том числе холсты Моретто, а также большое полотно Франческо Маффеи с изображением собора ещё с утраченной ныне колокольней. Наиболее ценная реликвия Старого собора — саркофаг епископа Брешии Берардо Маджи из красного веронского мрамора. Интересно надгробие епископа Болоньи Ламберто Балдуиньо работы Бонино да Кампионе с горельефом Девы Марии с младенцем, благословляющей епископа, в окружении святых.